# Dasiops quadrisetosus
Dasiops quadrisetosus är en tvåvingeart som först beskrevs av Malloch 1914.  Dasiops quadrisetosus ingår i släktet Dasiops och familjen stjärtflugor. Inga underarter finns listade i Catalogue of Life.